# 鉛筆削り

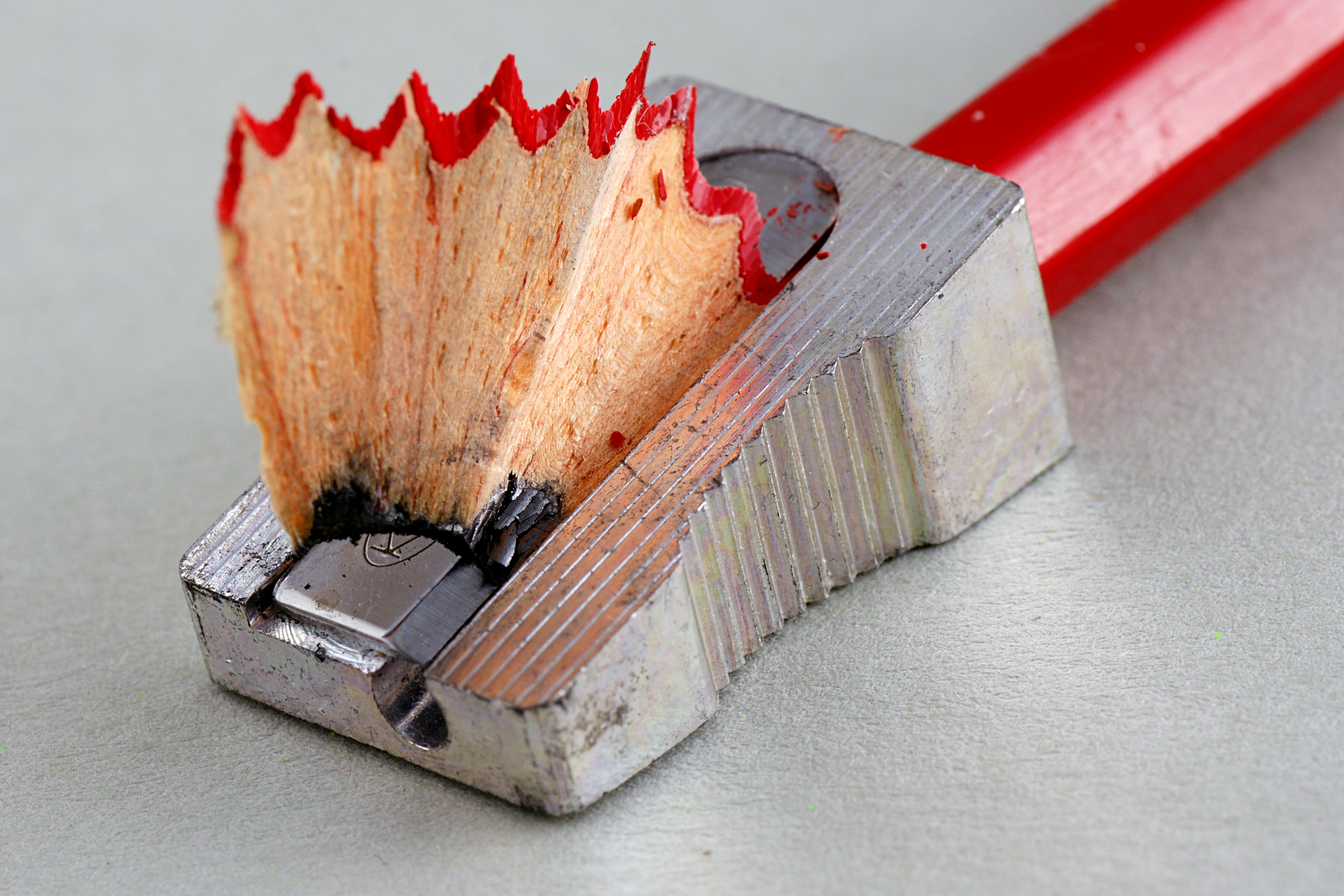
鉛筆削りと鉛筆

鉛筆削り（えんぴつけずり、英: pencil sharpener）は鉛筆を削るための文房具。芯ホルダー用など、芯のみを削るものは芯研器（しんけんき、英: lead sharpener/pointer）、芯削器とも呼ぶ。両者とも単にシャープナーともいう。手動、自動を問わず様々なものがある。
鉛筆はもともと専用の削り具があったわけではなく、ナイフや小刀で削るものであったが、ナイフで削る作業は難しく時間もかかるものであった。その後、1828年に最初の鉛筆削り器が発明された。1847年には、卓上型の機械式鉛筆削り器が開発された。これらの削り具は鉛筆を簡単に削れ、ナイフのように怪我をすることも少ない。また、日本には明治時代の末期にアメリカから輸入されたのが始まりとされる。

## 鉛筆削り器

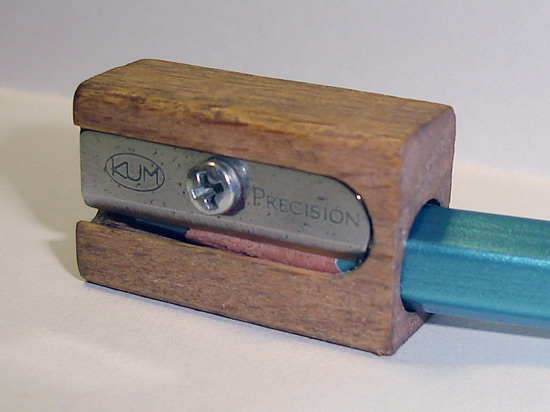
小型の鉛筆削り器(KUM製)

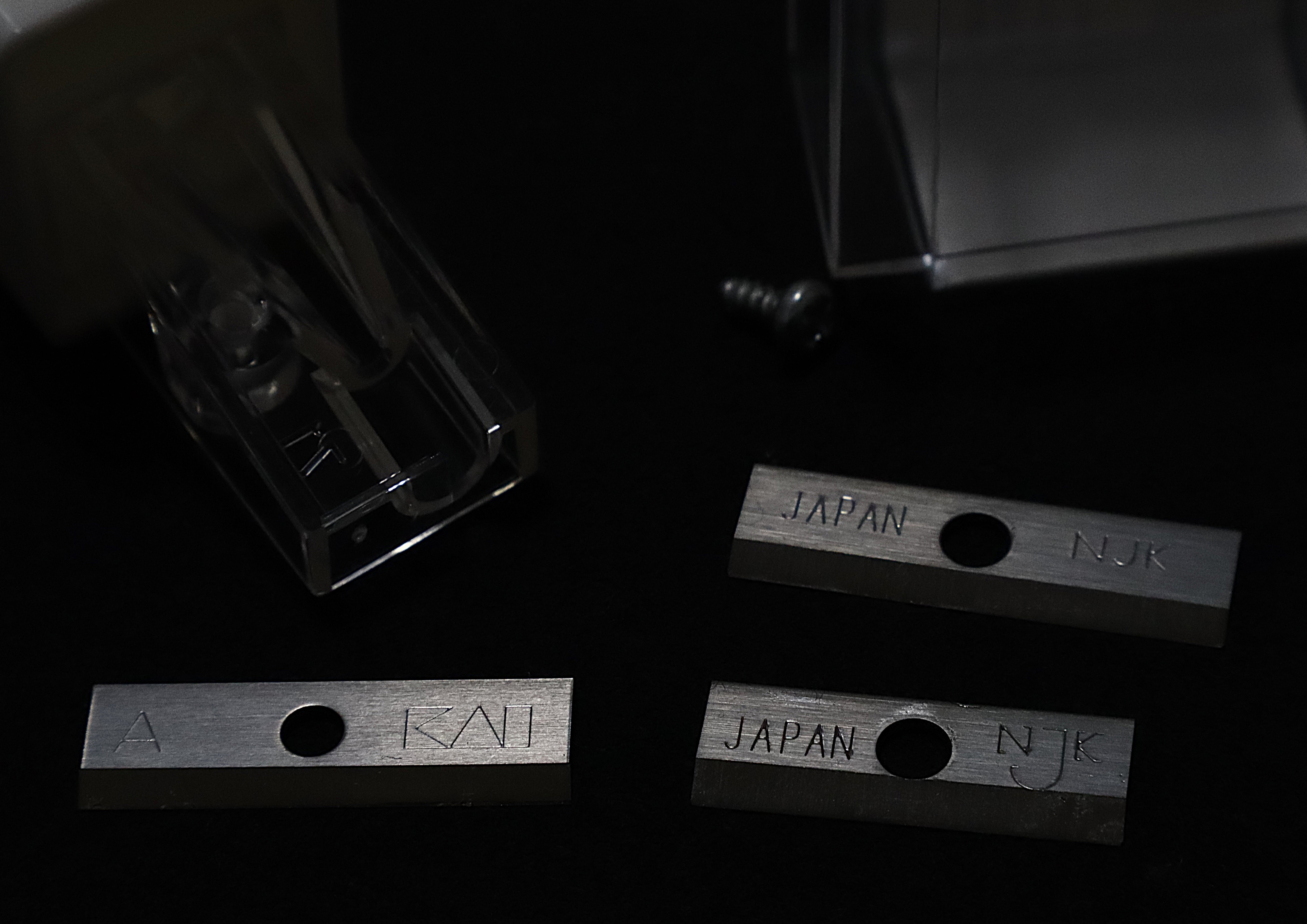
左が、貝印(KAI)製
右が、中島重久堂(NJK)製

小型の鉛筆削り器は削るための刃が斜めに取り付けられておりその刃を中心にした円錐形の削り穴を持っている。この削り穴に鉛筆を刺し込み鉛筆を回転させることによって鉛筆を削る。簡単な構造であるために壊れにくく、刃は鉛筆削り器にねじで固定されていることが多い。このタイプの鉛筆削りは円錐の鋭さに応じて削れる鋭さが変わる。削れた鉛筆の芯と軸は鉛筆削り器の外側に排出される。削りかすはかんなで削った薄い木屑のような形で薄く扇状に削られる。このタイプは差し込む力加減によって削れる量を変えることが出来る。
また、排出される削りかすをためる小さな箱がついているものや、削った後の鋭さの違う削り穴があるもの、芯は削らないもの、刃の角度を変えて削る鋭さを変えることの出来るものなど様々なバリエーションがある。金属製のものから木製、プラスチック製のものなどさまざまである。
1908年にドイツの技師テオドール・パウル・メビウス（Theodore Paul Möbius）によって発明された。ドイツではメビウスによって製造元のDUX社およびM+R社が設立されたほか、老舗製造元としてKUM社、EISEN社がある。日本の鉛筆削り器の刃の製造元としては、国内シェア約8割を占める中島重久堂（NJK）や、大手刃物メーカーである貝印（KAI）がある。

## 機械式鉛筆削り

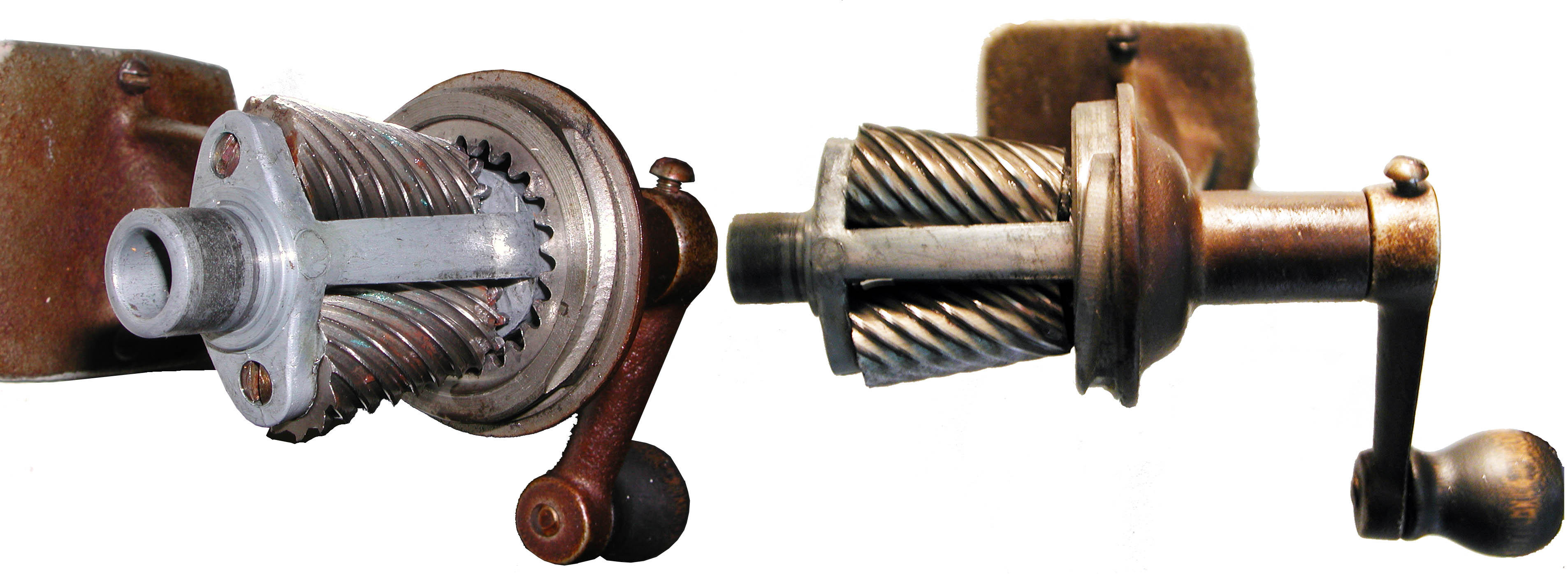
壁付け手動鉛筆削り器。カバーをはずされ内部の機械構造がみえている

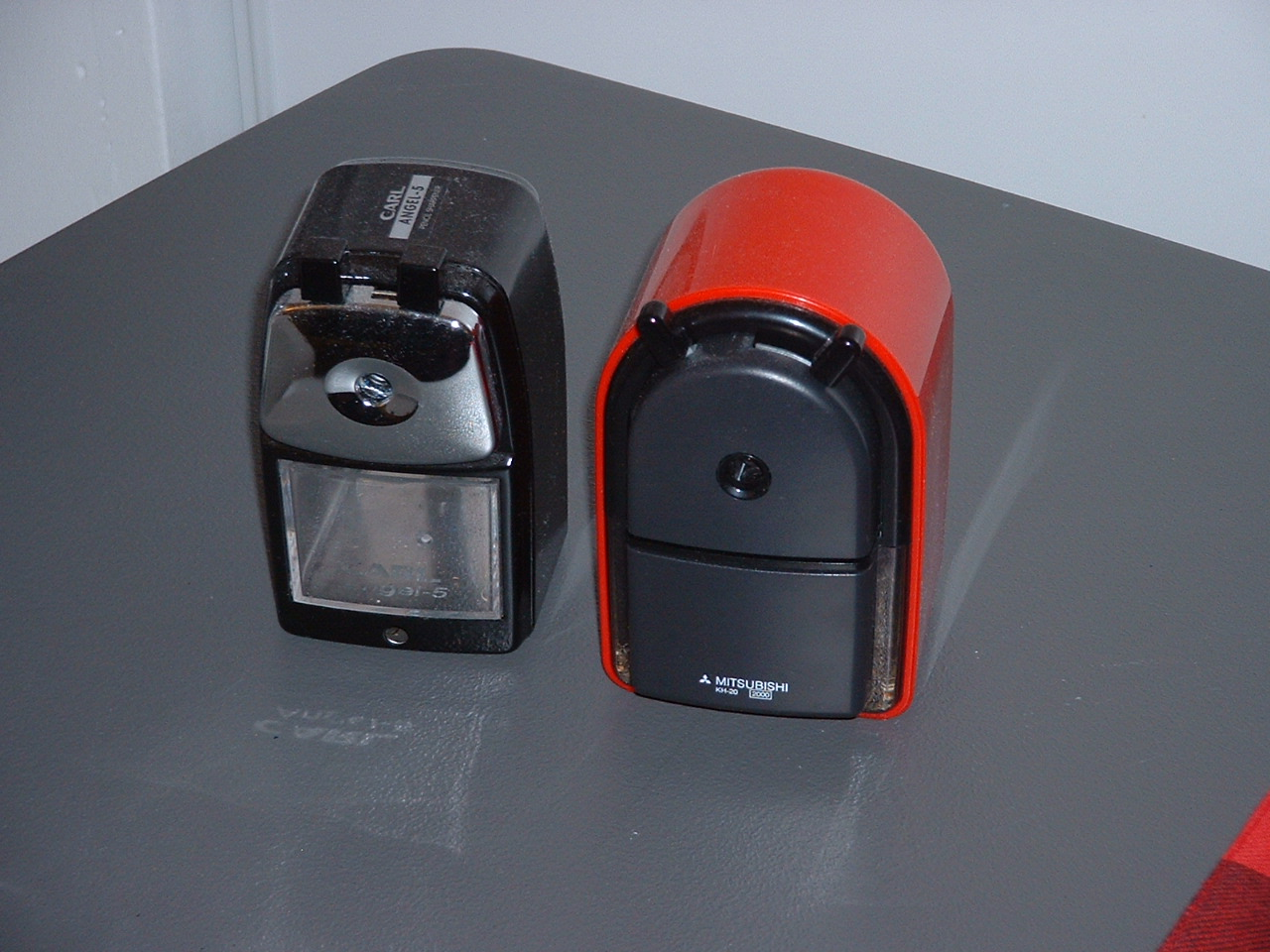
カール事務器と三菱鉛筆の機械式鉛筆削り

機械式のものは中に螺旋構造をした刃が幾つか入っており、この刃で鉛筆を削る。遊星歯車と呼ばれる構造の歯車がついており、内向きに歯がついた大きな歯車をらせん状の刃（スパイラル刃）がついた小さな歯車が鉛筆を中心に廻ることによって鉛筆が削られる。刃がついた歯車は鉛筆を鋭く削るために若干斜めに取り付けられている刃がふたつ以上ついているものもある。刃を被うためにカバーがあり、削りかすをためるための箱が付いている。
卓上に置くもののほかに壁にねじで固定されているものもある。日本国外では壁取り付けの鉛筆削り器も多い。
機械式の鉛筆削りは構造上、小型の削り器に比べ鉛筆を深く差し込む必要があり、鉛筆が短くなると削りにくくなる。また、力の加減が難しいため、色鉛筆などを削るときには小型の削り器の方が適する。
日本では1957年に三菱鉛筆が初の国産品を生産、1960年には刃物を持たない運動を背景として、ナイフに代わる鉛筆削り器の需要が増し、12社によって鉛筆シャープナー工業会が設立された。
JISでは1960年に手動鉛筆削り器の規格が制定され（JIS S 6018）、1971年に商用電源電動式の規格が制定（JIS S 6049）、1992年には統合されている（JIS S 6049「電気鉛筆削り機及び手動鉛筆削り器」）。同規格には様々な品質要件が定められ、対象の鉛筆の太さや切削角度、規定回転数・規定時間以内での切削試験、片削りや芯折れの限度などが定められている。
日本の機械式鉛筆削り器の刃の製造元としては、株式会社カニエが国内シェア100％を占め、1958年の生産開始以来1億500万個（2003年時点）の生産実績があった。同社は2024年に破産・閉鎖、翌年にはカール事務器がカニエの機械式鉛筆削りの歯車・刃の製造事業を継承したことをSNSで公表した。

### 手動式

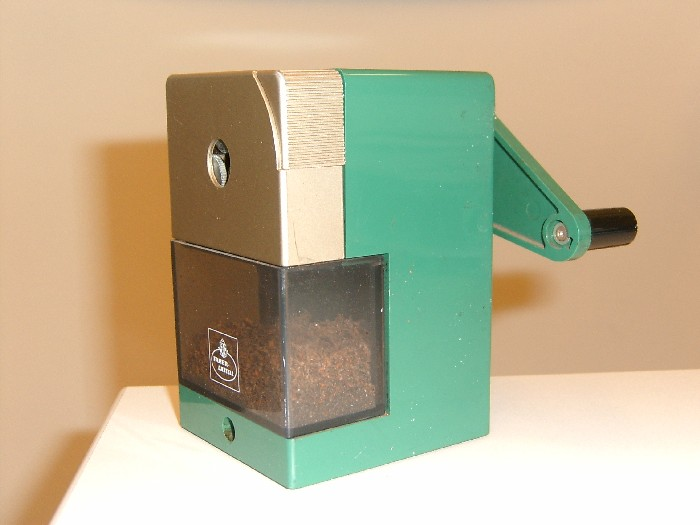
卓上用の手動鉛筆削り器。手前の穴に鉛筆を差し込み奥側のハンドルを回して鉛筆を削る。下部のケースに削りかすが落ちる

手動のものは鉛筆を削り穴に差し込み、削り刃の部分に押し付けて削る。鉛筆をつかむクリップ部を引いて鉛筆をはさみ、ハンドル部を回すとバネの力で削り刃に押し付けられるものがほとんどである。このとき片手で削り器自体が動かないように押さえる。鉛筆が適正に削られると鉛筆と刃の抵抗が少なくなり自動的に空回りするようになる。卓上鉛筆削りは後ろのハンドル部ごと刃の部分を取り出せるものも多く刃に詰まった削りかすを取り除ける。また、手で押さえずに済むように削り器の下部に穴が開いておりこれにクランプをつけ、動かないようにも出来る。いろいろなサイズの鉛筆に備え、多くの削り穴があいているものもある。

### 電動式

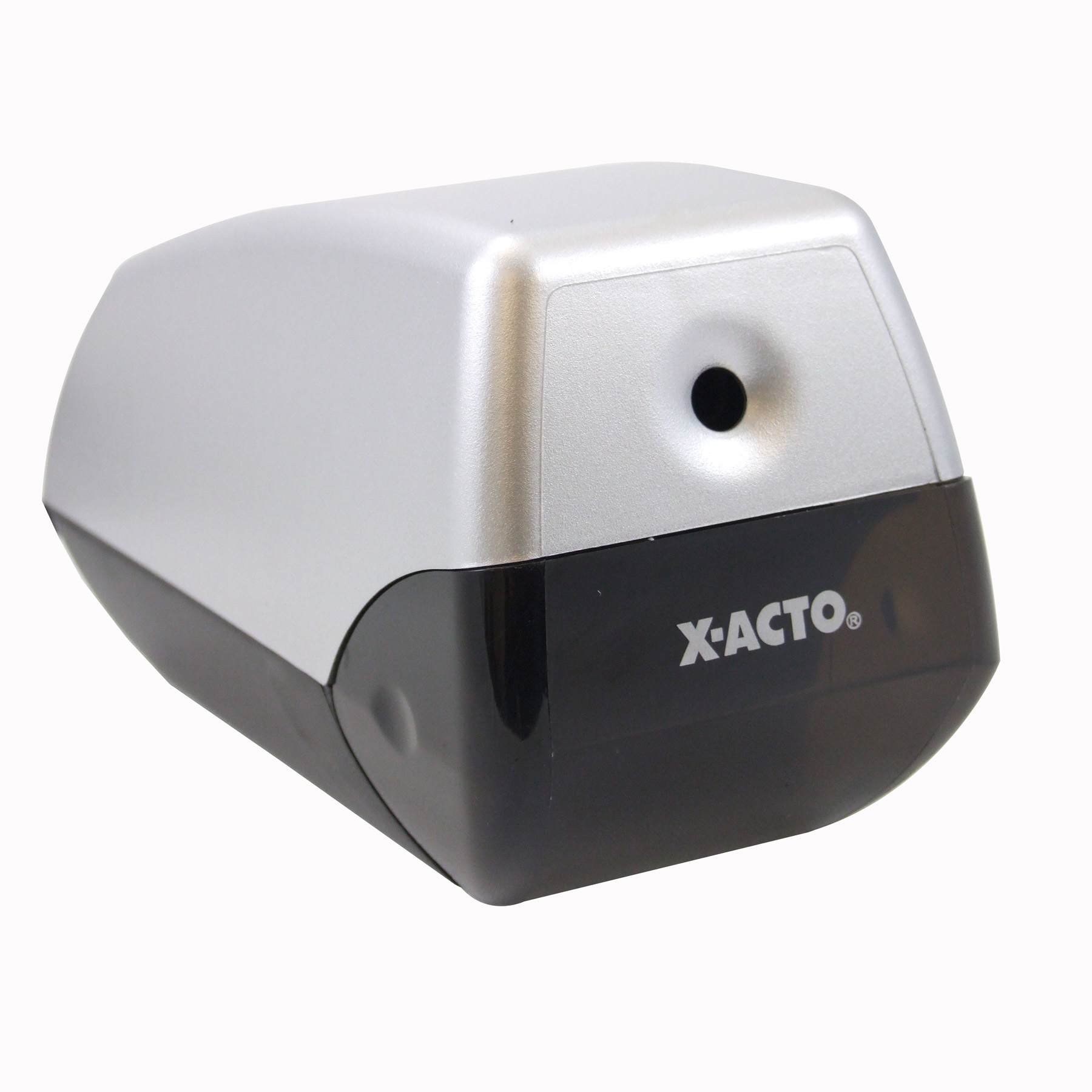
電動鉛筆削り器

電動のものは削り穴に鉛筆を押し込み削る形式になっている。過去には電動削り器は削り具合を見ないと余計に削りすぎる欠点があったが、現在では適正な削り具合になると止まる物がほとんどである。子供が小指を入れると危ないため、誤作動防止の機能を持つものもある。通常サイズの鉛筆以外は削れない。コンセントから電気を得るものが多いが、持ち運びに便利なように電池式になっているものもみられる。日本初の電動鉛筆削りはエルム・インターナショナルが発売した。

## 芯研器

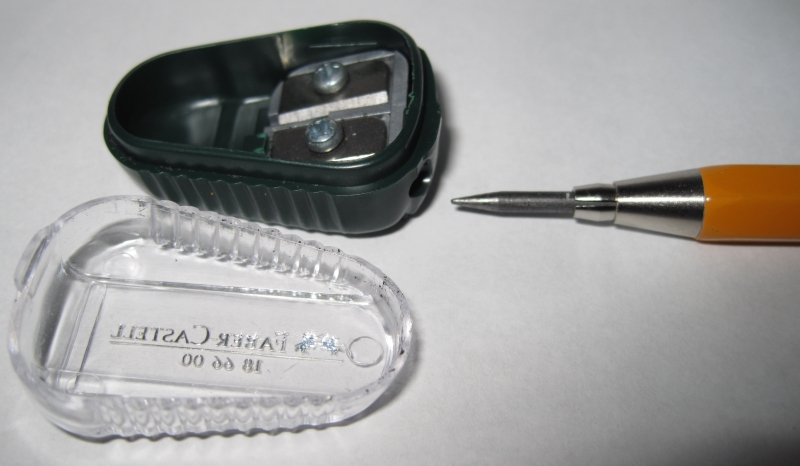
2穴の小型芯研器（蓋を開けた状態）

芯のみを削って形を整える文房具で、刃ややすりの備えられた穴に芯を差し込み回転させて削る方式や、板状のやすり部に芯を擦り付けて削る方式がある。2.0mm径など太芯の芯ホルダーやシャープペンシルで使われ、一部は鉛筆でも使われる。